# Grammy Hall of Fame Award
Grammy Hall of Fame Award är ett musikpris som instiftades 1973 för att hedra inspelningar som är äldre än 25 år och har "konstnärligt eller historiskt värde" ("qualitative or historical significance"). Priset kan tillfalla inspelningar, singlar eller album, i alla genrer såsom, klassisk musik, rock, country, R&B, opera, teater och film från förra sekelskiftet till dagens datum. Hittills (2010) finns ca 850 utsedda inspelningar av de hundratusentals skivor som producerats sedan 1900.